# Schönenbach (Reichshof)
Schönenbach ist eine der 106 Ortschaften der Gemeinde Reichshof im Oberbergischen Kreis im nordrhein-westfälischen Regierungsbezirk Köln in Deutschland.

## Lage und Beschreibung
Der Ort liegt nordwestlich der Wiehltalsperre, die nächstgelegenen Zentren sind Gummersbach (15 km nordwestlich), Köln (64 km westlich) und Siegen (39 km südöstlich).

## Geschichte

### Erstnennung
1374 wurde der Ort das erste Mal urkundlich erwähnt: Quentin v. Schönenbach gib seinen Sohn dem Kölner Goldschmied Math. v. Hombroich auf 8 Jahre in die Lehre. 
Sichere Nennung: 1541 - Schönenbach, Johan von Schönenbach ist Zeuge bei einem Grenzumgang. 
Die Schreibweise der Erstnennung war Schönenbach.
| Bevölkerungsentwicklung | Bevölkerungsentwicklung |
| Jahr                    | Einwohner               |
| ----------------------- | ----------------------- |
| 1946                    | 91                      |
| 1991                    | 104                     |
| 2005                    | 111                     |
| 2006                    | 138                     |
| 2008                    | 129                     |
| 2017                    | 119                     |
| 2018                    | 120                     |
| 2019                    | 116                     |